# Okhtirka
Okhtirka (en ucraïnès: Охтирка) és una petita ciutat de l'oblast de Sumi a Ucraïna. Okhtirka és des de 1975 el centre administratiu del raion d'Okhtirka. Està incorporada administrativament com a ciutat d'importància regional. El 2021 tenia una població estimada de 47.216 habitants.
Okhtirka és una ciutat de fama de hússars i cosacs. També va ser una vegada una seu regional de Sloboda Ucraïna i l'URSS. Des del descobriment del petroli i el gas l'any 1961, Okhtirka s'ha convertit en una "capital del petroli d'Ucraïna". És la llar de la base aèria d'Okhtirka, llocs d'interès històric i religiós.
Els pobles de Velike Òzero (274 habitants), Zalujani (28 habitants), Prístan (7 habitants) i Koziatin (6 habitants) pertanyen a l'administració de la ciutat d'Okhtirka que està designada en una subdivisió separada de l'oblast de Sumi.